# Glenn Garrison
Glenn Russell Garrison (ur. 25 marca 1974) – amerykański zapaśnik w stylu klasycznym. Brąz igrzysk panamerykańskich z 2011 i srebro na mistrzostwach panamerykańskich w 2007. Trzeci na wojskowych mistrzostwach świata w 2005 roku.